# Libuše Geprtová
Libuše Geprtová (21. prosince 1941 Kolín – 18. listopadu 2005 Praha) byla česká herečka a pozoruhodná osobnost českého filmu, televize, rozhlasu a divadla. Ztvárnila celou řadu divadelních a filmových rolí. Její nejslavnější rolí se stala postava Viktorky v televizní verzi Babičky, kterou režíroval Antonín Moskalyk.

## Životopis a herecká kariéra
Libuše Geprtová se narodila jako druhé z dvojčat, její bratr brzy emigroval a starší sestra předčasně zemřela. Vyrůstala v intelektuálně založené a vážené měšťanské rodině, kterou však poznamenala úmrtí způsobená rakovinou. Tento smutný osud se nevyhnul ani jí samotné. Vystudovala učitelský ústav a několik let učila na základních školách, nejdříve ve Zlonicích u Slaného, a potom v Hořicích. Již ve 20 letech byla obsazena do první filmové role, špionážního dramatu Kohout plaší smrt a téhož roku 1961 také do detektivky Kde alibi nestačí.
Teprve po skončení zaměstnání se herecké kariéře věnovala zcela. Dva roky byla členkou Divadla V. Nezvala v Karlových Varech, kde vynikla zejména jako Manon Lescaut. Další sezonu působila v Těšínském divadle v Českém Těšíně. Poté následovala řada menších filmových rolí, mimo jiné Kateřina v Dámě na kolejích (1966). Několik let pak hrála v činohře Státního divadla Brno, kde mezi lety 1965–1971 vytvořila řadu nezapomenutelných rolí. Před studiem herectví na DAMU dala přednost praxi.
V roce 1971 dostala velkou nabídku z Barrandova. Režisér Antonín Moskalyk v novém zpracování Babičky od Boženy Němcové svěřil Libuši Geprtové roli bláznivé Viktorky. V roce 1971 se jí narodil syn Svatopluk, jehož otcem je Vítězslav Jandák. Její starší sestra byla v té době již těžce nemocná a své chorobě nakonec podlehla.
V roce 1973 přijala angažmá v Divadle Na zábradlí a strávila zde přes 30 plodných let. Řada úspěšných inscenací, v nichž hrála, je spjata se jménem režiséra Evalda Schorma. Po odchodu z divadla pracovala pro Český rozhlas. Uváděla zde svůj pořad rozhovorů se zajímavými hosty nazvaný Co máš v rozhlase rád aneb Splněná přání. V roce 2004 jí Karel Heřmánek z Divadla Bez zábradlí nabídl roli paní Stoneové v legendárním muzikálu Cikáni jdou do nebe. V této roli hrála až do jara roku 2005.
To již byla velmi těžce nemocná. Nehodlala se však vzdát. V létě 2005 podstoupila operaci hlavy a věřila, že nemoc překoná. Svůj boj se zákeřným onemocněním - nádorem plic metastazujícím do mozku však prohrála a 18. listopadu 2005 zemřela.
Pohřbena byla v Urnovém háji Krematoria Strašnice.
Česká televize věnovala v roce 2007 Libuši Geprtové vzpomínkový dokument Tiché kroky v cyklu Příběhy slavných.

## Filmografie

### Film
- 1961 Kohout plaší smrt
- 1961 Kde alibi nestačí
- 1965 Úplně vyřízený chlap
- 1966 Dáma na kolejích
- 1971 Gazdina roba
- 1974 Lidé z metra
- 1974 V každém pokoji žena
- 1974 Zbraně pro Prahu
- 1978 Horúci dych
- 1979 Hordubal
- 1979 Kam nikdo nesmí
- 1979 Smrt stopařek – role: kunčaftka
- 1980 Něco je ve vzduchu
- 1980 Ten svetr si nesvlíkej
- 1981 Ta chvíle, ten okamžik
- 1983 Pasáček z doliny
- 1983 Putování Jana Amose
- 1983 Záchvěv strachu
- 1984 Komediant
- 1984 Láska s vůní pryskyřice
- 1984 Oldřich a Božena
- 1985 Operace mé dcery
- 1990 Houpačka
- 2004 A tou nocí nevidím ani jedinou hvězdu

### Televize
- 1967 Traktér u královny Pedauky - role: Kateřina
- 1971 Zloděj
- 1971 Babička (TV film) – role: Viktorka Mikešová
- 1971 Už od ráje
- 1971 Gazdina roba (TV adaptace dramatu Gabriely Preissové) – role: Eva "krajčírka"
- 1972 Jak to bylo v Únoru
- 1972 Venca
- 1974 Královský gambit
- 1974 30 případů majora Zemana (TV seriál)
- 1974 Televize v Bublicích aneb Bublice v televizi
- 1976 Splynutí duší
- 1978 Lakomec
- 1979 Plechová kavalerie (TV seriál)
- 1979 Poslední koncert
- 1980 Anna proletářka
- 1981 Bratři Karamazovi (TV záznam div. představení)
- 1981 Kamenný orchestr
- 1981 Poručík Petr (TV seriál)
- 1981 V zámku a podzámčí
- 1982 Dlouhá bílá stopa (TV seriál)
- 1983 Perníkový dědek
- 1983 Zločin v obrazárně
- 1985 Cawdor a Fera
- 1985 Chán Sulejmán a víla Fatmé
- 1985 O mrtvých jen dobře
- 1985 Slavné historky zbojnické (TV seriál)
- 1985 Synové a dcery Jakuba skláře (TV seriál)
- 1986 Bratr a sestra
- 1987 Poslední leč Alfonse Karáska
- 1989 Dobrodružství kriminalistiky (TV seriál)
- 1990 Heřmánci (TV seriál)
- 1990 Heřmánková víla (TV pohádka) - role: kovářka
- 1990 Zvonokosy
- 1991 Honorární konzul
- 1991 O třech stříbrných hřebenech
- 1991 Pofoukej mi jahody
- 1992 Jaké vlasy má Zlatovláska
- 1992 O princi, který měl o kolečko víc
- 1993 Česká muzika
- 1994 Laskavý divák promine (TV seriál)
- 1997 Četnické humoresky (TV seriál)